# 横道世之介
《横道世之介》（日语：／ Yokomichi Yonosuke）是日本作家吉田修一的小說，也是同名的電影。小說從2008年4月1日至2009年3月31日期間，在日本大型報紙《每日新聞》內連載，直至2009年9月16日由每日新聞社集結成書出版。書本發行後，奪得2010年度柴田煉三郎獎，並登上同年書店大獎的第三位。2013年2月23日，由小說原著改編而成的同名電影，於日本全國各地同步上映。

## 故事設定
1987年，在長崎縣一個港灣小鎮出身、年值18歲的主人公－－横道世之介，隻身來到喧繁的東京就讀大學。性格憨直善良、不懂得拒絕別人的世之介，懵懂地學習着適應大都會的生活步伐，期間分別遇上大企業的千金小姐—與謝野祥子、大學同窗—倉持一平、神秘交際花—片瀬千春，以及對女性沒有興趣的同年生加藤雄介。
每日看似平淡的生活中，圍繞在身邊的眾人，漸漸被世之介的正能量感染，十多年匆匆過去了，驀然回首，已經分散不見的眾人不自覺地回憶到世之介，想起那一年與他的相遇。
值得一提的是，這本小說故事的主線，幾乎就是作者吉田修一的個人寫照，因為吉田實際上與主角世之介一樣，在長崎市出身，高中畢業後從九州來到東京進學，甚至連選修的學系（工商管理）也一樣。儘管原作中並無明確記載，但可推測作者是依據母校法政大學為藍本，作出各種大學生活的情景描寫。

## 電影
2012年春天起，於東京都近郊以及長崎縣開拍，劇組的取景地點，包括原作者吉田修一的的母校法政大學。拍攝完成後，2013年2月20日首場試映會，亦同樣在法政大學舉行。至2013年2月23日在日本全國各地正式上映。
此次是男主角高良健吾，以及女主角吉高由里子，自2008年《蛇信與舌環》之後，時隔5年之久的第二度合作。導演沖田修一曾經執導的電影包括《南極料理人》（2009年）及《啄木鳥和雨》（2012年），此兩部電影高良健吾均有參與演出。
電影海報及預告的文宣為「在他們的生命裡　遇上他　讓人開懷又落寞――」。

### 主要演員
- 橫道世之介 - 高良健吾
- 與謝野祥子 - 吉高由里子
- 倉持一平 - 池松壯亮
- 片瀬千春 - 伊藤步
- 加藤雄介 - 綾野剛
- 阿久津唯 - 朝倉禮生
- 石田學長 - 大水洋介
- 大崎櫻 - 黑川芽以
- 小澤 - 柄本佑
- 睦美 - 佐津川愛美
- 室田恵介 - 井浦新
- 祥子母親 - 堀内敬子
- 祥子父親 - 國村隼
- 世之介母親 - 余貴美子
- 世之介父親 - 喜多郎（古關安廣）

### 工作人員
- 導演 - 沖田修一
- 編劇 - 沖田修一、前田司郎
- 配樂 - 高田漣
- 協助 - 法政大學
- 贊助 - 文化藝術振興費補助金
- 製作公司 - キリシマ1945
- 發行商 - Showgate
- 負責企劃 - 日活

### 主題歌
- 亞細亞功夫世代 《今を生きて》（活在當下）[2]

## 參照事件
- 新大久保站乘客墜軌事故

## 外部連結
- 電影『横道世之介』官方網站 （页面存档备份，存于）
- 互联网电影数据库（IMDb）上《那年遇上世之介》的资料（英文）
- 湯禎兆 路地觀察：橫道世之介 （页面存档备份，存于）